# Мовша Тамара Григорівна
Тамара Григорівна Мовша (20 квітня 1922, містечко Любеч, нині селище міського типу Ріпкинського району Чернігівської області — 4 березня 2003, Київ) — український археолог, дослідник. Кандидат історичних наук (1975). Лауреат премії імені Вікентія Хвойки.

## Біографія
Тамара Григорівна Мовша народилася 20 квітня 1922 року в Любечі в родині робітника. 1925 року сім'я переїхала до Києва, де мешкала на Трухановому острові. Батько Григорій Якович Мовша був повним Георгіївським кавалером, працював мотористом. В юності Тамара отримала посвідчення на право керування моторним човном.
1939 року Мовша закінчила школу і вступила на історичний факультет Київського університету, але навчання перервала війна. Після радянського відвоювання Києва Тамара поновила навчання в університеті, який закінчила 1945 року. Того ж року почала працювати науковим співробітником Київського державного історичного музею (тепер Національний музей історії України) у відділі докласового (первісного) суспільства. Цей відділ Мовша очолювала у 1952—1977 роках. Займалася упорядкуванням археологічних фондів, створенням розділів експозиції; працювала з колекціями матеріалів із розкопок Вікентія Хвойки, Миколи Біляшівського, Михайла Рудинського, Сергія Гамченка, Віктора Петрова, Сильвестра Магури, Валерії Козловської, Петра Курінного, Миколи Макаренка.
1975 року захистила кандидатську дисертацію «Антропоморфна пластика Трипілля (реалістичний стиль)». У 1977—1989 роках була співробітником відділу первісної археології Інституту археології АН УРСР (тепер Інститут археології НАН України). Від 1990 року і до кінця життя Мовша завідувала Музеєм трипільської культури в Переяславі, у створенні якого взяла активну участь.

## Наукова діяльність
Сфера наукових інтересів Мовші була пов'язана переважно з Трипіллям: духовна культура та ідеологічні уявлення трипільських племен, взаємини всередині величезної трипільсько-кукутенської спільності та з іноетнічними спільностями енеоліту, хронологія, поділ Трипілля Кукутені на низку культур (або етнокультурних груп).
Автор понад 150 наукових праць, зокрема — розділів до перших томів «Археологія Української РСР» (1971) та «Археология Украинской ССР» (1985).
Польові дослідження розпочала 1946 року. Брала участь у дослідженні поселень Володимирівка (керівник експедиції Тетяна Пассек), Солончени II (1955—1956, 1959), Цвіклівці (1960—1961), Жванець-Щовб і Жванець-Лиса Гора, (1962—1980), Велика Слобідка (урочище Хрещате; 1976—1979), Ломачинці (урочище Вишнева; 1979—1980), пам'яток трипільської культури в Молдові (1952—1959). Постійний учасник Трипільської (Дністровської) експедиції.
Очолювала загін Трипільської комплексної експедиції (1980-ті роки), який досліджував поселення Доброводи та Косенівку, проводив розвідки поселень трипільської культури на Черкащині.

## Праці
- Періодизація і хронологія середнього та пізнього Трипілля // Археологія. — 1971. — Вип. 5. — С.3—24.
- Нові дані про антропоморфну реалістичну пластику Трипілля // Археологія. — Вип. 11. — С.3—21.
- Петренська регіональна група трипільської культури // Археологія. — 1984. — Вип. 45. — С.10—23.
- Взаємовідносини Трипілля-Кукутені з синхронними культурами Центральної Європи // Археологія. — 1985. — Вип. 51. — С. 22—31.
- (рос.)Антропоморфные сюжеты на керамике культур Трипольско-Кукутенской общности // Духовная культура древних обществ на территории Украины. — К., 1993. — С.34—180.
- Зв'язки Трипілля-Кукутені зі степовими енеолітичними культурами: (До проблеми індоєвропеїзації Європи) // Записки НТШ. Праці археологічної комісії. — Львів, 1998. — Т. 235. — С.111-153.